# ولوو کارز

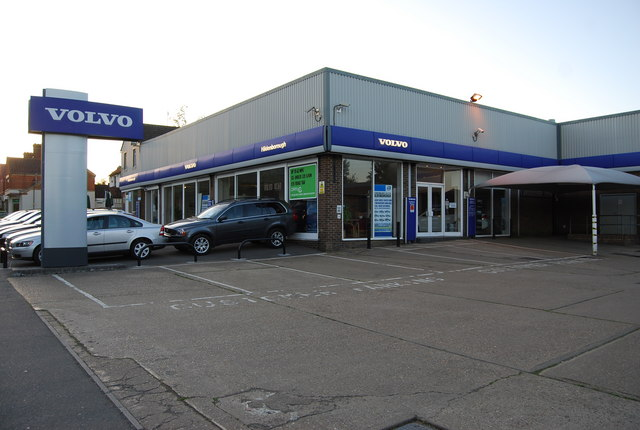
مرکز فروش ولوو در لندن

ولوو کارز (به انگلیسی: Volvo Cars) شرکت خودروسازی سوئدی است، که اکنون به‌عنوان شرکت تابعه‌ای از شرکت چینی جیلی فعالیت می‌نماید. این شرکت هم‌اکنون تولیدکننده خودروهایی در کلاس اس‌یووی، استیشن واگن، سدان و کوپه می‌باشد و شبکه‌ای از ۲٫۳۰۰ مرکز فروش را در بیش از ۱۰۰ کشور جهان مدیریت می‌کند.
ریشه‌های تأسیس شرکت ولوو کارز به سال ۱۹۲۷ و راه‌اندازی گروه ولوو بازمی‌گردد، که به‌عنوان زیرمجموعه‌ای از شرکت بلبرینگ‌سازی اس‌کااف در شهر یوتبری، سوئد فعالیتش را آغاز نمود.
در سال ۱۹۳۶ که شرکت ولوو وارد بازار بورس اوراق بهادار سوئد شد، اس‌کااف سهامش در این شرکت را واگذار نمود. تا سال ۱۹۹۹ ولوو کارز متعلق به شرکت ولوو بود و در عمل به‌عنوان بخش تولید خودروهای سواری آن فعالیت می‌کرد. در همین سال (۱۹۹۹)، شرکت آمریکایی فورد، اقدام به خریداری ولوو کارز، از گروه ولوو نمود. در سال ۲۰۱۰ نیز شرکت جیلی، ولوو کارز را از فورد خریداری کرد.
شرکت ولوو کارز اکنون بیشترین میزان فروش را، در کشورهای جمهوری خلق چین، ایالات متحده آمریکا، آلمان، سوئد، بلژیک و بریتانیا دارا می‌باشد. این شرکت در سال ۲۰۱۱ شمار ۴۴۹٫۲۵۵ دستگاه خودرو را به‌فروش رسانده‌است.